# Anaaltand
Een anaaltand is een verharde, tandachtige structuur die in de nabijheid van de anus of in de anus zelf is gelegen. Anaaltanden voorkomen dat schadelijke organismen via de anus kunnen binnendringen. Ze komen onder andere voor bij verschillende soorten zeekomkommers, zoals die van het geslacht Actinopyga. Meestal zijn er vijf tanden aanwezig.